# Dragoș Bucur
Dragoș Bucur (n. 13 iunie 1977, București, Republica Socialistă România) este un actor român de film, scenă și televiziune, și actualul  prezentator TV al showului de la Pro TV, Visuri la cheie. Este premiat doi ani la rând (2009 și 2010) cu Premiul Gopo pentru cel mai bun actor.

## Biografie artistică

### Teatru
- Orfanul Zhao (1998) de Ji Jianxiang, regia Alexandru Dabija
- DaDaDans (1999) un spectacol de teatru-dans de Theodor-Cristian Popescu și Florin Fieroiu
- Doi gemeni venețieni (1999) de Carlo Goldoni, regia Vlad Mugur
- Trilogia belgrădeană (2000) de Biljana Srbljanovic, regia Theodor-Cristian Popescu
- Minciuna din mine (2001) de Sam Shepard, regia Ada Lupu
- Hora iubirilor (2001) de Arthur Schnitzler, regia Felix Alexa
- Război și pace (2003) de Lev Tolstoi, regia Petre Bokor

### Filmografie
- Terminus Paradis (1998)
- Popcorn Story (scurtmetraj, 2001)
- Marfa și banii (2001)
- Furia (2002)
- Tancul (2003)
- Visul lui Liviu (scurtmetraj, 2004)
- Comercial (2004)
- În extrasezon (2004)
- Moartea domnului Lăzărescu (2005)
- Băieți buni (serial TV, 2005)
- Hârtia va fi albastră (2006)
- Tinerețe fără tinerețe (2007)
- După ea (2007)
- Contra timp (2008)
- Contra timp 2 (2008)
- Boogie (2008)
- Polițist, adjectiv (2009) - Cristi
- Portretul luptătorului la tinerețe (2009)
- Povestea Jucăriilor 3 (2010) - dublajul vocii lui Ken, în original vocea aparținându-i lui Michael Keaton
- Marți după Crăciun (2010)
- Drumul de întoarcere (2010) - Zoran
- Nașa (2011) - Radu Prodan
- Și caii sunt verzi pe pereți (2012)
- Love building (2013) - Silviu Soare
- Un polițist și jumătate (2014) - Marko
- Câini (2016) - Roman
- Două lozuri (2016) - Vasile Grămadă, zis Sile
- Hawaii (2017) - Tovarășul  Andrei Florescu
- Urma (2019) - Radu

## Premii
- Premiul "Timică" la Gala Tânărului Actor (2002)
- Premiul UCIN pentru cel mai bun actor (2002) într-un rol principal pentru Furia
- Premiul Gopo pentru cel mai bun actor din anul 2009, pentru filmul Boogie, în care a interpretat rolul Bogdan „Boogie” Ciocăzanu
- Premiul Gopo pentru cel mai bun actor din anul 2010, pentru filmul Polițist, adjectiv, în care a interpretat rolul Cristi

## Activism civic
În iunie 2012 apare într-un spot (pro bono) în care sprijină campania "Salvați Roșia Montană". A participat la protestele din România din 2017.

### Interviuri
- Interviu video & sesiune foto Dragoș Bucur la Radio Lynx Arhivat în 4 martie 2016, la Wayback Machine.
- „Un rol bun e acela in care personajul e vulnerabil“. Interviu cu Dragos BUCUR, Svetlana Cârstean, Observator cultural - numărul 145, decembrie 2002
- Dragos Bucur, Ines Hristea, Formula AS - anul 2005, numărul 652
- Dragos Bucur - "Ne-am schimbat la 180 de grade, cand am inteles ce inseamna sa ai o familie", Dia Radu, Formula AS - anul 2010, numărul 909
- Dragoș Bucur: „Ține de tine să nu ajungi un personaj de bulevard”, 16 februarie 2010, Traian Danciu, Evenimentul zilei

- Dragoș Bucur s-a făcut actor pentru a impresiona o colegă, iar acum are propria școală de film, Ioana Tătaru, Unica.ro, 9 octombrie 2018| - v - d - m Cel mai bun actor în rol principal — Premiile Gopo         | - v - d - m Cel mai bun actor în rol principal — Premiile Gopo                                                                                                                                                                                                                                                                                                                                                                                                                                                                                                                                                                                                                                                                                                                                  |
| ---------------------------------------------------------------------- | --- |
| Cel mai bun actor în rol principal - Filmul pentru care a fost premiat | Ion Sapdaru - A fost sau n-a fost? (2007) • Răzvan Vasilescu - California Dreamin' (nesfârșit) (2008) • Dragoș Bucur - Boogie (2009) • Dragoș Bucur - Polițist, adjectiv (2010) • Victor Rebengiuc - Medalia de onoare (2011) • Bogdan Dumitrache – Din dragoste cu cele mai bune intenții (2012) • Șerban Pavlu - Toată lumea din familia noastră (2013) • Victor Rebengiuc - Câinele japonez (2014) • Florin Piersic, Jr. - Q.E.D. (2015) • Teodor Corban - Aferim! (2016) • Gheorghe Visu - Câini (2017) • Vlad Ivanov – Un pas în urma serafimilor (2018) • Bogdan Dumitrache – Pororoca (2019) • Iulian Postelnicu – Arest. (2020) • Mihai Călin – 5 Minute (2021) • Bogdan Farcaș – Neidentificat (2022) • Iulian Postelnicu – Oameni de treabă (2023) • Alex Calangiu – Libertate (2024) |
| Gale Gopo după ani                                                     | 2007 • 2008 • 2009 • 2010 • 2011 • 2012 • 2013 • 2014 • 2015 • 2016 • 2017 • 2018 • 2019 • 2020 • 2021 • 2022 • 2023 • 2024 |